# 河合義一

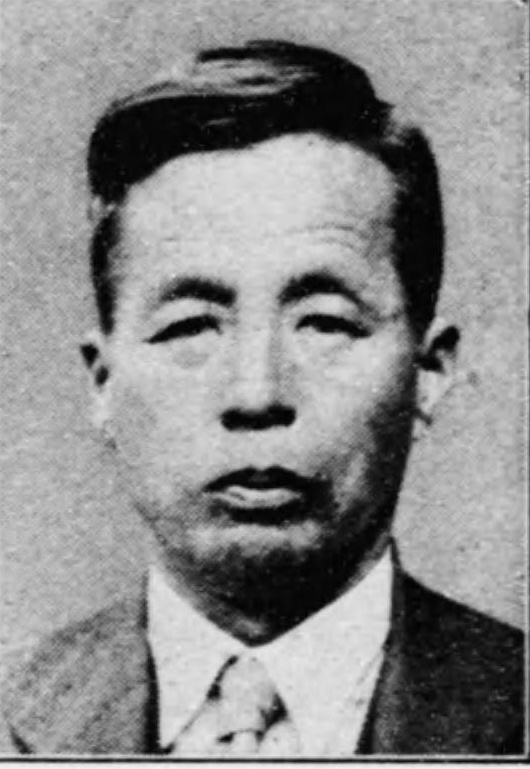
河合義一

河合 義一（かわい ぎいち、1882年（明治15年）3月11日 - 1974年（昭和49年）7月25日）は、日本の農民運動家、政治家。衆議院議員（2期）、参議院議員（1期）。

## 経歴
兵庫県加古郡、のちの高砂町（現高砂市）で、蔵元の家に生まれた。同志社中学校で学び、高砂教会で洗礼を受けた。1904年、東京外国語学校仏語科を卒業し、日本銀行に入行。その後、病気となり治癒したが、1911年、日銀を退職して帰郷した。
1919年、高砂町会議員に就任。賀川豊彦の活動に共鳴し農民組合運動に参加。日本農民組合東播連合会長、同兵庫県連合会長を務め、小作争議指導のため投獄されたこともあった。また、日本労農党などを経て社会大衆党に所属し、1937年4月、第20回衆議院議員総選挙に兵庫県第三区から出馬して初当選した。
戦後、日本社会党に入党。1947年4月、第23回衆議院議員総選挙に兵庫県第三区から出馬して当選し、衆議院議員を通算2期務めた。また、1953年4月、第3回参議院議員通常選挙に兵庫県地方区から社会党左派所属で出馬して当選し、参議院議員に1期在任し、参議院懲罰委員長を務めた。
1974年7月25日死去、92歳。死没日をもって勲二等旭日重光章追贈（勲四等からの昇叙）、従四位に叙される。なお生前は社会党の方針により叙勲を断っていた。

## 伝記
- 河合義一伝刊行会編『河合義一 : 農民の友として』河合義一伝刊行会、1976年。
- 「河合義一伝刊行委」残務整理委員会編『河合義一 : 農民の友として 補記と報告書』「河合義一伝刊行委」残務整理委員会、1978年。